# Mtipwili
Mtipwili ist ein Verwaltungsbezirk (Ward) des Distrikts Nyasa in der tansanischen Region Ruvuma.

## Geografie
Mtipwili liegt im Südwesten von Tansania am Ufer des Malawisees. Der Bezirk grenzt im Nordwesten an Kilosa, im Nordosten an Kingerikiti, im Osten an Lumeme, im Südosten an Chiwanda und im Südwesten an den Malawisee. Bei der Volkszählung 2022 lebten 8939 Menschen in 2071 Haushalten auf einer Fläche von 72 Quadratkilometern.

## Gliederung
Der Bezirk besteht aus vier Gemeinden (Mtaa) mit 23 Orten (Kitongoji):
| Mtipwili - Nzomba - Mtipwili - Likalo A - Lichumba Lyene - Likalo B - Undu - Mbanga - Kwela | Matenje - Maliwa - Matenje - Lumeme - Mtundu | Chiulu - Mtundu - Chiulu Zoole - Nakanga - Chiulu - Likumbo A - Likumbo B - Mchenga | Malini - Tembwe - Malini Kati - Mbangamawe - Mbinguni |

## Wirtschaft und Infrastruktur
- Bodenschätze: Im Bezirk befinden sich Kohlelagerstätten von 29 Millionen Tonnen.[7]
- Gesundheit: Die Unberkant Secondary School ist eine staatliche Tagesschule mit einer Ausbildung bis zur 4. Stufe.[8]
- Gesundheit: In der Gemeinde Chiulu gibt es eine staatliche Apotheke.[9]